# Llista de premis de disseny
Aquesta llista de premis de disseny és un índex d'articles sobre premis notables concedits sobre disseny. Exclou l'arquitectura, la moda i el disseny de vehicles de motor, però inclou el disseny industrial.

## Amèrica
| Country      | Premi                                  | Entitat                                  | Notes       |
| ------------ | -------------------------------------- | ---------------------------------------- | ----------- |
| Canadà       | Award for Excellence in Book Design    | Alcuin Society                           | [ 1 ] [ 2 ] |
| Canadà       | Graphex                                | Society of Graphic Designers of Canada   | [ 3 ]       |
| Estats Units | Good Design Award                      | Museum of Modern Art                     |             |
| Estats Units | Miller Prize                           | Exhibit Columbus                         | [ 4 ]       |
| Estats Units | Cased                                  | American Institute of Graphic Arts       | [ 5 ] [ 6 ] |
| Estats Units | Type Design Awards                     | Type Directors Club                      | [ 7 ]       |
| Estats Units | American Prize for Design              | Chicago Athenaeum                        | [ 8 ]       |
| Estats Units | Andrea M. Bronfman Prize for the Arts  | Charles Bronfman                         | [ 9 ]       |
| Estats Units | Apple Design Awards                    | Apple Inc.                               |             |
| Estats Units | Art Directors Club Hall of Fame        | Art Directors Club of New York           |             |
| Estats Units | Chrysler Design Award                  | Chrysler                                 |             |
| Estats Units | Coin of the Year Award                 | Krause Publications                      |             |
| Estats Units | Curry Stone Design Prize               | Curry Stone Foundation                   |             |
| Estats Units | Design Icon Award                      | World Market Center Las Vegas            |             |
| Estats Units | Edison Award                           | Edison Awards                            |             |
| Estats Units | Frederic W. Goudy Award                | Rochester Institute of Technology        |             |
| Estats Units | Good Design Award                      | Chicago Athenaeum                        |             |
| Estats Units | Housewares Design Awards               | HomeWorld Business                       |             |
| Estats Units | International Design Awards            | Farmani Group                            |             |
| Estats Units | International Design Excellence Awards | Industrial Designers Society of America  |             |
| Estats Units | L Prize                                | Estats Units Department of Energy        |             |
| Estats Units | National Design Awards                 | Cooper Hewitt, Smithsonian Design Museum |             |
| Estats Units | Phil Kaufman Award                     | Electronic System Design Alliance        |             |
| Estats Units | The Earth Awards                       | Earth Awards                             |             |

## Àsia i Oceania
| País          | Premi                                         | Entitat                                                                          | Notes         |
| ------------- | --------------------------------------------- | -------------------------------------------------------------------------------- | ------------- |
| Austràlia     | Premis australians Good Design                | Consell de disseny industrial d'Austràlia                                        | [ 10 ]        |
| Austràlia     | Premis Greenpeace Design                      | Greenpeace Austràlia Pacífic                                                     | [ 11 ]        |
| Índia         | Premis de disseny universal de NCPEDP MphasiS | Centre Nacional de Promoció d'Ocupació per a Persones amb Discapacitat / Mphasis | [ 12 ] [ 13 ] |
| Japó          | Premi de Disseny Bona                         | Institut Japó de Promoció del Disseny                                            | [ 14 ]        |
| Japó          | Premi Mainichi de disseny                     | Mainichi Shimbun                                                                 |               |
| Singapur      | Premi de disseny de joieria de Singapur       | Associació de joieria de Singapur                                                | [ 15 ]        |
| Corea del Sud | Premi K-Design                                | DESIGNSORI                                                                       | [ 16 ]        |

## Europa
| Country        | Premi                             | Entitat                                              | Notes                |
| -------------- | --------------------------------- | ---------------------------------------------------- | -------------------- |
| Europa         | Design Management Europe Award    | Design Management Europe                             | [ 17 ] [ 18 ] [ 19 ] |
| Europa         | Europaan Design Award             | Ico-D                                                |                      |
| Dinamarca      | Danish Design Award               | Danish Design Centre                                 | [ 20 ]               |
| Dinamarca      | Finn Juhl Prize                   | Wilhelm Hansen Foundation                            | [ 21 ]               |
| Dinamarca      | The Index Project                 | The Index Project                                    | [ 22 ] [ 23 ] [ 24 ] |
| Finlàndia      | Kaj Franck Prize                  | Design Forum Finland                                 |                      |
| Finlàndia      | Fennia Prize                      | Design Forum Finland, Fennia Group                   | [ 25 ]               |
| França         | Observeur du Design               | Agence pour la promotion de la création industrielle | [ 26 ]               |
| França         | Peugeot Concours Design           | Peugeot                                              | [ 27 ]               |
| França         | Prix Versailles                   | World Prix Versailles Organization                   | [ 28 ]               |
| Alemanya       | German Design Award               | Federal Ministry for Economic Affairs and Energy     |                      |
| Alemanya       | IF Product Design Award           | International Forum Design                           |                      |
| Alemanya       | Kind + Jugend Innovation Award    | Kind + Jugend trade fair                             |                      |
| Alemanya       | Red Dot                           | Red Dot GmbH                                         |                      |
| Itàlia         | Compasso d'Oro                    | Associazione per il Disegno Industriale              |                      |
| Països Baixos  | Benno Premsela Prize              | Mondriaan Fonds                                      |                      |
| Països Baixos  | Dutch Design Awards               | Dutch Design Award Foundation                        |                      |
| Països Baixos  | Dutch Furniture Awards            | Dutch Furniture Awards                               |                      |
| Països Baixos  | Gerrit Noordzij Prize             | Royal Academy of Art, The Hague                      |                      |
| Països Baixos  | Rotterdam Design Award            | Rotterdam Design Award                               |                      |
| Països nòrdics | Forum AID Award                   | Forum AID                                            |                      |
| Noruega        | National Norwegian Design Awards  | Visuelt                                              |                      |
| Escandinàvia   | Lunning Prize                     | Frederik Lunning                                     |                      |
| Sèrbia         | Belgrade Design Week              | Belgrade Design Week festival                        |                      |
| Sèrbia         | Mikser Festival                   | Maja Vidaković Lalić                                 |                      |
| Espanya        | IED Design Awards                 | Istituto Europeo di Design                           |                      |
| Suècia         | Excellent Swedish Design          | Swedish Society of Crafts and Design                 |                      |
| Suècia         | Torsten and Wanja Söderberg Prize | Röhsska Museum                                       |                      |

### Regne Unit
| País       | Premi                                            | Patrocinador                                       | Notes         |
| ---------- | ------------------------------------------------ | -------------------------------------------------- | ------------- |
| Regne Unit | Llapis negre                                     | Direcció i disseny d'art                           | [ 29 ]        |
| Regne Unit | Premis d'inspiració britànica                    | Premis d'inspiració britànica                      | [ 30 ] [ 31 ] |
| Regne Unit | Medalla bicentenària de la Royal Society of Arts | Reial Societat d'Arts                              | [ 32 ]        |
| Regne Unit | Premi Brunel                                     | El grup Watford                                    | [ 33 ]        |
| Regne Unit | Medalla d'or de manualitats i disseny            | Eisteddfod nacional de Gal·les                     | [ 34 ]        |
| Regne Unit | Premis Internacionals Tipogràfics de l'ISD       | Societat Internacional de Dissenyadors Tipogràfics | [ 35 ]        |
| Regne Unit | Premi James Dyson                                | Fundació James Dyson                               | [ 36 ]        |
| Regne Unit | Premis Kent Design                               | Consell Comarcal de Kent                           |               |
| Regne Unit | Premis Loo of the Year                           | Premis Loo of the Year                             |               |
| Regne Unit | Producte del mil·lenni                           | Consell de disseny                                 |               |
| Regne Unit | Medalla d'or de Phillips                         | Medalla d'or de Phillips                           |               |
| Regne Unit | Premi Prince Philip Designers                    | Societat Cartogràfica de Dissenyadors              |               |
| Regne Unit | Premis de disseny del pub                        | Campanya de Real Ale                               |               |
| Regne Unit | Reials dissenyadors per a la indústria           | Reial Societat d'Arts                              |               |
| Regne Unit | Els premis Sir Misha Black                       | Associació de Disseny i Indústries, etc.           |               |
| Regne Unit | Premis Wood                                      | Adorativa Empresa de Fusteries                     |               |